# 韓鼎祥
韓鼎祥（かん ていしょう、1937年5月17日 - 2007年9月9日）は、中国河北省のカトリック永年教区における2代目の司教であった。

## 生涯
河北省成安県に生まれる。1952年に北京阜成門外の聖母会院の小神学校で学んだ。後に神学校は当局に解散させられ、地下教会の神父に従って学業を研鑽した。中国天主教愛国会への参加を拒絶したことで、1960年4月2日に「現行反革命罪」で逮捕されて入獄し、東北地方の辺境の地にある労改農場を転々とした。
1979年2月19日、刑が満期となり、故郷に戻って教職に就いた。1986年10月21日に司祭に叙階された。1989年11月22日に秘密裡に永年教区司教に聖別された。司教になってからもその立場を堅持したため、相次いで11回拘禁された。最後に逮捕されたのは、1999年11月28日であった。2007年9月9日11時に、監禁されたままこの世を去った。

## 参考資料
- 韓主教的訃告